# Disappeared
Disappeared är en amerikansk kriminal- och dokumentärserie från 2009 vars första säsong hade premiär den 10 december 2009. Säsong 11 hade premiär i USA den 27 augusti 2023. Serien visas även på Discovery+.

## Handling
Serien kretsar kring personer som försvunnit. Varje episod fokuserar på en persons öde. I vissa fall slutar fallen lyckligt medan andra gånger är utgången mer tragisk.

## Medverkande
- Christopher Walker